# District de Thạch Hà
Thạch Hà est un district de la province de Hà Tĩnh dans la côte centrale du Nord au Viêt Nam. 

## Présentation
Le district a une superficie de 399 km2. 
Le chef-lieu du district est Thạch Hà.